# ソウゲンハヤブサ
ソウゲンハヤブサ（草原隼、学名：Falco mexicanus）は、ハヤブサ目ハヤブサ科に分類される鳥類の一種。

## 分布
- 北アメリカ

## 形態
全長約40cm、翼開長約1m。ほっそりとした体形で、背面は褐色をしており、下面は白地に黒い斑点模様が散りばめられている。

## 生態
草原、プレーリー、砂漠、山地の疎林などに生息する。
食性は動物食で、哺乳類、鳥類、トカゲ、昆虫類などを捕食する。